# Armenisch-palästinensische Beziehungen
Armenisch-palästinensische Beziehungen beschreiben die bilateralen Beziehungen zwischen Armenien und dem Staat Palästina, dessen Unabhängigkeit Armenien anerkennt. Armenien verfügt in der Arabischen Liga, der der Staat Palästina als vollständiges Mitglied angehört, über Beobachterstatus. In einem Interview mit dem arabischen Nachrichtensender Al Mayadeen gab der ehemalige Präsident Armeniens Sersch Sargsjan an, dass Armenien die Selbstbestimmung des palästinensischen Volkes befürworte. Mahmud Abbas, der Präsident Palästinas, wiederum gab an, dass er das armenische Volk als „großen Verbündeten Palästinas“ ansehe und eine Expansion Armeniens unterstütze. Am 21. Juni 2024 erkannte die armenische Regierung den Staat Palästina an.

## Armenier in Palästina
Zurzeit leben etwa 4.500 Armenier in Palästina.1948 betrug die armenische Bevölkerung der Region Palästina noch etwa 15.000. Viele Armenier haben die Region jedoch aufgrund wirtschaftlicher Probleme und der andauernden Konfliktlage verlassen. Gerade zur Zeit des Palästinakrieges zog es Tausende in die Armenische SSR, auch andere Staaten wurden Ziel der Migration. Die Präsenz von Armeniern im armenischen Viertel Jerusalems lässt sich bis ins 4. Jahrhundert nach Christus zurückverfolgen, wobei im Jahre 638 das armenisch-apostolische Patriarchat von Jerusalem ins Leben gerufen wurde.

## Handel
Der Handel zwischen Armenien und dem Staat Palästina ist in den letzten Jahren angewachsen. Palästina exportiert unter anderem Medikamente nach Armenien, während Armenien vorrangig Fruchtsäfte und Schokolade nach Palästina exportiert.

## Kürzliche Ereignisse
Im Januar 2020 besuchte der damalige armenische Präsident Armen Sarkissjan die Stadt Bethlehem und traf sich dort mit dem palästinensischen Präsidenten Mahmud Abbas.
Im November 2021 traf sich der armenische Außenminister Ararat Mirsojan mit Riyad al-Maliki, dem Außenminister Palästinas, in Paris.
Am 27. Oktober 2023 stimmte Armenien als eines von 121 Ländern für eine Resolution der Generalversammlung, die einen sofortigen Waffenstillstand zwischen Israel und Gaza forderte.
Am 21. Juni 2024 erkannte die armenische Regierung den Staat Palästina in Übereinstimmung mit dem Vorstehenden und im Einklang mit ihrem Engagement für das Völkerrecht, die Gleichheit, die Souveränität und das friedliche Zusammenleben der Völker an.

## Bedeutsame Persönlichkeiten
- Lina Abu Akleh (palästinensisch-armenische Menschenrechtsaktivistin)